# Rádió 88
A Rádió 88 Szeged egyik legmeghatározóbb médiuma, Magyarország legrégebben működő kereskedelmi rádiója. Nevét a rádióamatőrök által használt 88-as kód után kapta. Indulása előtt, ideiglenes rádióként Vásár Rádió volt a neve, majd 1994 őszétől szólt Rádió 88 néven. 1995 augusztusától a 100,2 MHz-en sugárzott, két másik rádióval osztva, 17:00-05:00-ig. 1999. január 13. óta sugároz a 95,4 MHz-en.
1997 szeptemberétől 14,5 évig volt egy ceglédi társadója, a Cegléd Rádió 88, amely a kezdetek óta a 92,5 MHz-en sugárzott. Ez a frekvencia 2012. április 1-jével azonban új kézre került, és nevét Cegléd Rádióra változtatták.
2019. augusztus 31-én a megszűnés valószínűsége merült fel, mivel a Médiatanács a szeptember 3-ig tartó szünetének kezdetéig nem vette figyelembe a rádió hosszabbítási engedélyét. 5 évvel később, 2024. augusztus 27-én egy rendkívüli ülésnek köszönhetően újabb 5 évre kapta meg a sugárzási engedélyét.

## Frekvenciák

### Sugárzási adatok
- Frekvencia: 95,4 MHz
- Teljesítmény: 1 kW ERP
- Polarizáció: vertikális
- Antennamagasság: 72 m (136 m tengerszint felett)
- Vételkörzet: 35 km (sztereó), 56 km (elvi foghatóság)
- Legtávolabbi ismert terjedés: Kurikka (Finnország) 2000. május 28.

### Kábelfrekvenciák
- Szeged KTV Rt.: 104.4 MHz
- Szeged Alsóváros-Móraváros: 101.0 MHz
- Szeged Tarján: 98.7 MHz
- Kiskundorozsma: 102.7 MHz
- Szőreg: 104.4 MHz
- Deszk: 104.4 MHz
- Makó: 105.9 MHz
- Hódmezővásárhely: 103.5 MHz
- Szentmihálytelek: 98.5 MHz
- Balástya: 102.5 MHz
- Röszke: 100.2 MHz
- Sándorfalva: 95.4 MHz
- Kiskunmajsa: 106.0 MHz

## Hallgatottság
A GfK Hungária és a Szonda Ipsos, mint a médiakutatásban élenjáró két hazai piackutató intézet 2001-től kezdődően, közösen, a piaci igényekre reagálva, évente három alkalommal készíti el a vidéki rádiók hallgatottságának felmérését végző kutatását.
A Rádió 88-at e kutatások kezdete óta a város leghallgatottabb rádiójaként tartják számon.[forrás?]
2010. májusi eredmények (15-29 évesek)[forrás?]
- Rádió 88: 41,3%
- Neo FM: 16,2%
- Rádió Plusz: 13,4%
- Class FM: 7,5%

2020. januári eredmények (18-49 évesek)
- Rádió 88: 69,9%
- Petőfi Rádió 32,7%
- Rádió 1 31,4%
- Retro Rádió 28,2%

## Műsorvezetők[2]
- Bálint K. Gergő
- Brunner Krisztián
- Bürgés Dávid
- Csáki Attila
- Kis Kata
- Máté Roland
- Nagy Ágnes
- Soós Kata
- Süli András
- Szécsi Marci - Reyez
- Tálas Péter Csongor
- Sebők Zoltán

## Műsorok[3]
- Café 88
- Hello Szeged!
- Mixer
- Let's GO!
- I Love Szeged
- Sportmix
- Hétvégi Lécci!
- Friday Night Live
- Cafe 88 Hétvége
- Rádió 88 Hétvége
- Club 88
- Stream Chart Show
- Zenemix